# Podocotyle apodichthysi
Podocotyle apodichthysi är en plattmaskart. Podocotyle apodichthysi ingår i släktet Podocotyle och familjen Opecoelidae. Inga underarter finns listade i Catalogue of Life.